# Rovereta
Rovereta è una  curazia (frazione) della Repubblica di San Marino, nonché una zona industriale. Appartiene al castello di Serravalle ed è posta al confine con l'Italia (località Cerasolo Ausa) a est di Dogana.

## Etimologia
Prende nome da un rovereto, bosco di roveri (Quercus petraea).

## Storia
A Rovereta il 30 settembre 1957 un comitato esecutivo eletto dalla nuova maggioranza del Consiglio Grande e Generale (democristiani, socialdemocratici e socialisti indipendenti espulsi dal PSS dopo la rivolta d'Ungheria) si riunì in uno stabilimento industriale in disuso presso il confine italiano. Alla mezzanotte del 1º ottobre, in concomitanza col termine legale del mandato dei Capitani Reggenti, il comitato si costituì in governo provvisorio. I Carabinieri circondarono lo stabilimento per 3 lati e l'Italia riconobbe il governo provvisorio. Venne istituita dalla reggenza una milizia volontaria per l'ordine pubblico.

Tra l'8 e il 10 ottobre al comandante della gendarmeria Ettore Sozzi vennero dati
pieni poteri, l'11 ottobre venne riconosciuto dalla reggenza e il governo provvisorio salì sul Titano il 14 ottobre e venne sciolta la milizia.

## Economia
Operano nella zona industriale delle aziende importanti come la storica azienda a conduzione familiare Fantini Pelletteria, l'azienda di televendite americane The Direct Marketing Company (DMC Shop), Colombini Mobili, Wonderfood (distributore per l'Italia e San Marino dei prodotti OASY), Colorificio Sammarinese, Gualandi Gomme, Cotes, Reggini, Extera, TITANKA! Spa, Smea engineering energia ambiente, Valentini vini-liquori, Ercolani Trasporti, una filiale della Cassa di Risparmio della Repubblica di San Marino, Line Kit spa (produttore di mobili per ufficio e pareti attrezzate e divisorie) e altre aziende.
Inoltre è presente a Palazzo Diamond un casinò automatizzato gestito dall'Ente di Stato dei giochi di San Marino.